# Focus (álbum de Diaura)
Focus é o segundo álbum de estúdio da banda japonesa de rock e visual kei Diaura, lançado em 4 de dezembro de 2013 pela gravadora blowgrow.

## Recepção
Alcançou a quadragésima nona posição nas paradas da Oricon Albums Chart.

## Faixas
Todas as letras escritas por yo-ka. 
| N.º            | Título                                                                                         | Música         | Duração |  |
| 1.             | "Code:0"                                                                                       | Kei            | 4:02    |  |
| 2.             | "Sajō no Yume" (砂上の夢)                                                                      | Kei            | 3:51    |  |
| 3.             | "Taboo"                                                                                        | Kei            | 4:20    |  |
| 4.             | "Sirius (Focus Mix)" (スノウ)                                                                  | Kei            | 4:54    |  |
| 5.             | "Akai Kyozō" (赤い虚像)                                                                        | yo-ka          | 3:34    |  |
| 6.             | "Sleeping Beauty"                                                                              | yo-ka          | 3:54    |  |
| 7.             | "Invisible"                                                                                    | Kei            | 4:44    |  |
| 8.             | "Lost rain ~Ushinai no Ame, Sono Kioku to no Kyōsei~" (Lost rain ~失いの雨、その記憶との共生~) | Kei            | 6:24    |  |
| 9.             | "The Redemption"                                                                               | Tatsuya        | 4:48    |  |
| 10.            | "Innocent" (イノセント)                                                                        | yo-ka          | 3:48    |  |
| 11.            | "Trigger"                                                                                      | Kei            | 3:40    |  |
| Duração total: | Duração total:                                                                                 | Duração total: | 47:59   |  |

## Ficha técnica
- Yo-ka - vocais
- Kei (佳衣) - guitarra
- Shoya (翔也) - baixo
- Yuu (勇) - bateria